# The Casting Couch (film 1995)
The Casting Couch è un film documentario del 1995 diretto da John Sealey e distribuito solo in VHS.

## Produzione
Il documentario fu prodotto in VHS dalla Lumiere Video.

## Distribuzione
Nel Regno Unito il video venne distribuito nel 1995.